# Matala
Matala (Grieks: Μάταλα) is een dorp aan de zuidkust van het Griekse eiland Kreta, gelegen aan de baai van Messara. Het ligt 75 kilometer ten zuiden van Iraklion, de hoofdstad van Kreta.

## Historie
Matala is vooral bekend vanwege de krijtrotsen waarin in het Neolithicum talrijke holen zijn aangelegd. Tijdens de Minoïsche beschaving was het dorp de haven van het nabijgelegen Phaestus, tijdens de Romeinse Tijd werd het de haven van Gortys. In deze periode werden de holen gebruikt als graftombes.
Vanaf halverwege de jaren zestig werd het tot dan toe rustige vissersplaatsje overspoeld door hippies die in de holen een thuis vonden. Onder hen waren beroemdheden als Leonard Cohen, Joni Mitchell, Georg Danzer en mogelijk ook Cat Stevens en Bob Dylan. Mitchell schreef het lied Carey over haar verblijf in Matala. De hippies werden in de jaren zeventig verdreven door de kerk en de militaire junta.
Tegenwoordig is Matala vooral een bestemming voor dagtoeristen die de holen willen bezichtigen en op het strand liggen. In het hoogseizoen wordt er toegang geheven om de holen te kunnen bezichtigen. Sinds 2011 vindt jaarlijks in juni het Matala Beach Festival (gestart als Matala Reunion Festival) plaats, dat mede teruggrijpt op het hippieverleden van het dorp. Ieder voorjaar worden de straten opnieuw beschilderd. Ook dit is een verwijzing naar het hippieverleden van Matala.

## Mythologie
Toen Zeus prinses Europa verleidde in de vorm van een witte stier, stak hij de zee over en bracht haar naar het strand van Matala. Daar veranderde hij in een adelaar en vloog haar naar Gortys waar hij seks met haar had.

## Bestuurlijk
Matala is een dorp in de deelgemeente (dimotiki enotita) Timbaki en de gemeente (dimos) Faistos. Het ligt in de bestuurlijke regio (periferia) Kreta.